# Prospherysa analis
Prospherysa analis là một loài ruồi trong họ Tachinidae.